# Bactrocera transtillum
Bactrocera transtillum är en tvåvingeart som först beskrevs av Erich Martin Hering 1952.  Bactrocera transtillum ingår i släktet Bactrocera och familjen borrflugor. Inga underarter finns listade.